# Manchester United Football Club 1980-1981
Questa voce raccoglie le informazioni riguardanti il Manchester United Football Club nelle competizioni ufficiali della stagione 1980-1981.

## Stagione
Eliminato nelle fasi iniziali delle coppe, alla fine del campionato il Manchester United risultò fra le squadre meno battute della stagione, incassando, prevalentemente nei periodo fra gennaio e marzo, nove sconfitte e raggiungendo il record stagionale di 18 pareggi che impedì di fatto ai Red Devils di inserirsi nella lotta per la zona UEFA e andare oltre l'ottavo posto finale.
Anche a causa di questi risultati, il 30 aprile venne comunicato l'esonero dell'allenatore Dave Sexton, che nel corso della stagione aveva già speso oltre un milione di sterline per l'acquisto di Garry Birtles rivelatosi poi fra i peggiori della storia della squadra.

## Maglie
Lo sponsor tecnico per la stagione 1980-1981 è Adidas.
| Manica sinistra · Manica sinistra · Maglietta · Maglietta · Manica destra · Manica destra · Pantaloncini · Pantaloncini · Calzettoni · Calzettoni | Manica sinistra · Manica sinistra · Maglietta · Maglietta · Manica destra · Manica destra · Pantaloncini · Pantaloncini · Calzettoni · Calzettoni | Manica sinistra · Manica sinistra · Maglietta · Maglietta · Manica destra · Manica destra · Pantaloncini · Pantaloncini · Calzettoni · Calzettoni |  |

## Rosa
| N. |                             | Ruolo | Calciatore       |
| -- | --------------------------- | ----- | ---------------- |
|    | Inghilterra (bandiera)      | P     | Gary Bailey      |
|    | Irlanda (bandiera)          | P     | Paddy Roche      |
|    | Scozia (bandiera)           | D     | Arthur Albiston  |
|    | Scozia (bandiera)           | D     | Martin Buchan    |
|    | Inghilterra (bandiera)      | D     | Mike Duxbury     |
|    | Jugoslavia (bandiera)       | D     | Nikola Jovanović |
|    | Scozia (bandiera)           | D     | Gordon McQueen   |
|    | Irlanda (bandiera)          | D     | Kevin Moran      |
|    | Irlanda del Nord (bandiera) | D     | Jimmy Nicholl    |
|    | Irlanda (bandiera)          | D     | Anthony Whelan   |
|    | Inghilterra (bandiera)      | C     | Steve Coppell    |
|    | Irlanda (bandiera)          | C     | Ashley Grimes    |

| N. |                             | Ruolo | Calciatore      |
| -- | --------------------------- | ----- | --------------- |
|    | Scozia (bandiera)           | C     | Lou Macari      |
|    | Irlanda del Nord (bandiera) | C     | Chris McGrath   |
|    | Irlanda del Nord (bandiera) | C     | Sammy McIlroy   |
|    | Irlanda del Nord (bandiera) | C     | Tom Sloan       |
|    | Galles (bandiera)           | C     | Mickey Thomas   |
|    | Inghilterra (bandiera)      | C     | Ray Wilkins     |
|    | Inghilterra (bandiera)      | A     | Garry Birtles   |
|    | Inghilterra (bandiera)      | A     | Jimmy Greenhoff |
|    | Scozia (bandiera)           | A     | Joe Jordan      |
|    | Scozia (bandiera)           | A     | Scott McGarvey  |
|    | Inghilterra (bandiera)      | A     | Andy Ritchie    |

## Risultati

### Coppa UEFA
| Arbitro: | Scheurell |

|            |           |           |
| McIlroy 4’ | Marcatori | 5’ Surlit |

| Łódź 1º ottobre 1980 Trentaduesimi di finale - Ritorno | Widzew Łódź | 0 – 0 referto | Manchester Utd | Stadio Municipale (40 000 spett.)\| Arbitro: \| Mattsson \| |
| Arbitro:                                               | Mattsson    |               |                |                                                             |